# Clara Ward
Clara Mae Ward (21 de abril de 1924-16 de enero de 1973) fue una cantante de góspel estadounidense. En los años '40 y '50 fue voz principal de The Famous Ward Singers. Provocó una revolución dentro de las formaciones góspel, dando la oportunidad a cantantes como Marion Williams, y consiguiendo el primer hit góspel que lograra vender más de un millón de copias "Surely, God Is Able".[cita requerida]
Su influencia musical, con su voz de alto y cierto tono nasal, influyó a decenas de artistas soul y góspel, entre ellos, su protegida Aretha Franklin.

## Carrera profesional
La madre de Ward, Gertrude Mae Ward (de soltera Murphy; 1901-1981), fundó Ward Singers en 1931 como un grupo familiar, luego llamado, de diversas formas, The Consecrated Gospel Singers o The Ward Trio, formado por ella misma, su hija menor  Clara y su hija mayor, Willarene Mae ("Willa").  Ward grabó su primera canción en solitario con ella en 1940 y, a partir de entonces, continuó acompañando al Ward Gospel Trio.

### 1931-1952: The Ward Singers
The Ward Singers comenzaron a realizar giras a nivel nacional en 1943, luego de una aparición memorable en la Convención Bautista Nacional celebrada en Filadelfia, Pensilvania, a principios de ese año. Henrietta Waddy se unió al grupo en 1947. Waddy aportó al grupo un sonido alto "más áspero" y los entusiastas modales escénicos que aprendió de su formación en la iglesia pentecostal de Carolina del Sur.  El estilo de actuación del grupo, como la simulación de empacar maletas como parte de la canción "Packin 'Up", condenada por algunos puristas de la música góspel como "payasadas", fue muy popular entre su público.  La incorporación de Marion Williams, que surgió de la tradición pentecostal de Miami, Florida, trajo al grupo una poderosa cantante con un registro sobrenaturalmente amplio, capaz de alcanzar los registros más altos de la soprano sin perder ni la pureza ni el volumen, con la capacidad añadida de  descienden "notas graves crecientes" al estilo de un predicador rural.  El estilo de canto de Williams ayudó a que el grupo fuera popular a nivel nacional cuando comenzaron a grabar en 1948.
En 1949, los Ward Singers realizaron una gira desde Filadelfia hasta California en su nuevo Cadillac, aparecieron en programas de televisión nacionales y grabaron para Miltone Record Company de Los Ángeles. Gotham compró las grabaciones de Miltone en un paquete de varios artistas.  Record Company, que se había mudado a Filadelfia.  Irv Ballen de Gotham grabó material nuevo de Ward, incluido "Surely God Is Able", y algunas de las grabaciones de Gotham de Ward Singers se transfirieron a Savoy Record Company en Newark, Nueva Jersey para resolver una disputa contractual.  Cuando Savoy comenzó a contratar a Ward Singers para nuevas grabaciones en la década de 1950, Rudy Van Gelder las grabó y diseñó principalmente en el condado de Bergen, Nueva Jersey. En 1950, Clara Ward y los famosos Ward Singers de Filadelfia hicieron  su primera aparición en el Carnegie Hall en un programa de góspel titulado Negro Music Festival, producido por el pionero de la música góspel, Joe Bostic, compartiendo escenario con Mahalia Jackson, apareciendo también en el famoso lugar para el programa de Bostic en 1952.
Gertrude Ward creó una agencia de reservas para actos de góspel, patrocinó giras con el nombre "The Ward Gospel Cavalcade", estableció una editorial de música góspel y escribió un manual de instrucciones para iglesias, que detalla cómo promover programas de góspel.  Gertrude creó y dirigió un segundo grupo, "The Clara Ward Specials", para acompañar a los Ward Singers.  Aunque como directora musical de la franquicia Ward, Clara estaba dispuesta a compartir el centro de atención con sus co-cantantes talentosos, ella y su madre de ella supuestamente también se mostraron reticentes a compartir las recompensas financieras del grupo con otros miembros.  Según la biografía de Clara Ward de Willa Ward, con la excepción de Gertrude y Clara, Willa y otros miembros del grupo estaban muy mal pagados.  Además, sus escasos ingresos se redujeron aún más cuando Gertrude y Clara proporcionaron alojamiento al grupo y les cobraron por ello.  En consecuencia, estrellas como Marion Williams y Frances Steadman no solo tuvieron que aceptar una segunda facturación y un pago menor por su trabajo, sino también pagar a sus empleadores el alquiler con sus ganancias.
Williams dejó el grupo en 1958, cuando se rechazó su demanda de un aumento y el reembolso de los gastos de hotel.  Poco tiempo después, la siguió el resto del grupo: Henrietta Waddy, Esther Ford, Frances Steadman y Kitty Parham, quienes formaron un nuevo grupo, "The Stars of Faith".  Su partida marcó el final de los días de gloria de los Ward Singers, quienes más tarde enajenaron a gran parte de su audiencia feligresa actuando en Las Vegas, clubes nocturnos y otros lugares seculares en la década de 1960.[cita requerida] En ese momento, la cantante de góspel Albertina Walker formó su grupo, The Caravans, en 1952, siguiendo el consejo de su mentora Mahalia Jackson, y  su grupo comenzó a crecer en popularidad.  En 1963, Clara Ward fue la segunda cantante de góspel en cantar canciones de góspel en Broadway en la obra Tambourines To Glory de Langston Hughes (la primera fue los exmiembros de su grupo, conocidos como Stars of Faith, protagonizada por Langston Hughes en el primer Evangelio).  obra de teatro y primera obra que contó con un elenco completamente negro que se producirá en Broadway, The Black Nativity). También fue la directora musical de la obra.

### 1953-1972: Los cantantes de Clara Ward
Ward fue el primer cantante de góspel en cantar con una orquesta sinfónica de 100 piezas en la década de 1960.[cita requerida] The Clara Ward Singers grabaron un álbum juntos en el sello Verve, V-5019, The Heart, The Faith, The Soul of Clara.  Ward y los Ward Singers interpretaron su música en vivo en Filadelfia con la Sinfónica de la ciudad y el Golden Voices Ensemble.  Ward hizo coros para artistas pop con el grupo de fondo de su hermana Willa, sobre todo en el éxito de Dee Dee Sharp, "Mashed Potato Time", que alcanzó el número 2 en el Billboard Hot 100 en 1962. En 1969, Ward grabó un álbum para Capitol Records,  Soul and Inspiration, que consta de canciones pop de obras de Broadway, películas de Hollywood y la canción de esperanza de Jimmy Radcliffe "If You Wanna Change The World".  El álbum fue reeditado más tarde en el sello económico Pickwick del Capitolio menos una pista.  En el mismo año, grabó un álbum en Copenhague, Dinamarca, con el sello Philips, Walk A Mile In My Shoes, que incluía la canción principal pop, otras canciones pop (como "California Dreaming") y algunas canciones góspel.
Ward también grabó un álbum para MGM/Verve, Hang Your Tears Out To Dry, que incluía country y western, blues/folk, pop y un arreglo de la exitosa canción de los Beatles, "Help".  Su álbum de 1972 Uplifting on United Artists, producido por Nikolas Venet y Sam Alexander, incluía una interpretación del éxito pop de Bill Wither "Lean On Me" y una reorganización de la grabación de Soul Stirrer de 1950 de "Thank You, Jesus".  También en 1972, Ward, debido a que tenía un contrato exclusivo con United Artists en ese momento, proporcionó la voz para el álbum The New Age de Canned Heat , en la balada "Lookin 'For My Rainbow";  fue lanzado en ese álbum y como un disco sencillo de 45 rpm.
En 1968, The Clara Ward Singers realizó una gira por Vietnam a pedido del Departamento de Estado de EE. UU. y la U.S.O.  Fue una gira popular en tiempos de guerra apoyada por transmisiones de radio grabadas de Ward Singers en la Radio de las Fuerzas Armadas de EE. UU.  Los Ward Singers estuvieron a punto de morir cuando su hotel en Vietnam fue bombardeado y varios invitados murieron.  en 1969 durante varios meses más.  Estas giras en tiempo de guerra fueron filmadas y todos los Ward Singers recibieron certificados especiales de reconocimiento por parte del Ejército de los EE. UU.
Ward coprotagonizó la película de Hollywood A Time to Sing, protagonizada por Hank Williams, Jr., Shelley Fabares, Ed Begley y D'Urville Martin.  Fue elegida como camarera en una cafetería de Nashville, Tennessee, que inspiró a un joven cantante, interpretado por Hank Williams, Jr., a perseguir su sueño de convertirse en un artista de música country.  También hay varias escenas de Clara Ward Singers interpretando canciones góspel en la película.  Esta película fue lanzada por MGM en 1968 y la imagen de Clara aparece en tarjetas de lobby y otros anuncios de películas.  Otras apariciones en películas incluyen Its Your Thing, protagonizada por The Isley Brothers, y Spree, también conocida como Night Time In Las Vegas.  The Clara Ward Singers realizó una gira por Australia, Japón, Europa, Indonesia y Tailandia desde finales de la década de 1960 hasta principios de la de 1970.  Tenían un especial de televisión de un día en Londres, Inglaterra.  Tuvieron una demanda constante en los programas de televisión estadounidenses y aparecieron en The Mike Douglas Show más de una docena de veces.  Aparecieron en el especial de televisión Country Roads de Oral luego lanzado como un álbum de banda sonora.

## Vida personal
A pesar del éxito de su carrera, la vida de Clara fue infeliz.  Las dificultades financieras hicieron que ella y su familia se mudaran 19 veces antes de llegar a la edad adulta.  Abusada sexualmente en la infancia por un primo y empujada implacablemente como el principal sostén de su madre a lo largo de su vida, la vida de Clara fue de trabajo constante y poca alegría.  Según su hermana Willa, Gertrude Ward reconoció la habilidad musical excepcional de Clara cuando era niña y controló y manipuló a Clara durante toda su vida.
En su biografía de Clara, su hermana Willa da fe de que Gertrude trabajó para evitar que Clara formara vínculos románticos.  Aunque Clara se fugó cuando era adolescente (a los 17 años en 1941), su madre Gertrude la obligó a salir de gira y la tensión provocó que la siempre frágil Clara abortara.  Su matrimonio terminó después de solo un año.
Willa describe a Clara explicando sus encuentros lésbicos ocasionales como la expresión sexual que probablemente escape a la atención de su madre.  Su única felicidad real parece provenir de su largo romance con el reverendo C. L. Franklin (con quien los grupos de Ward realizaron numerosas giras), el famoso predicador de Detroit y padre de la legendaria Aretha Franklin.
Clara pasó mucho tiempo en la casa de Franklin y, junto con Mahalia Jackson (otra amiga cercana de la familia Franklin), fueron mentoras de Aretha.  La depresión de Clara resultó en alcoholismo.

## Salud, muerte y legado
Ward colapsó mientras actuaba en el Castaways Lounge en Miami Beach, Florida, en mayo de 1966. Ward sufrió una serie de derrames cerebrales antes de su muerte.  El primero ocurrió en agosto de 1967 que fue catalogado como "masivo".  Siguieron dos accidentes cerebrovasculares más: uno catalogado como "menor" durante una sesión de grabación en su casa en diciembre de 1972; otro el 9 de enero de 1973 que dejó a Ward en coma.
Ward murió el 16 de enero de 1973 a los 48 años como resultado de los derrames cerebrales. Aretha Franklin y el reverendo C. L. Franklin cantaron en su funeral en Filadelfia;  Marion Williams cantó en su segundo servicio conmemorativo que se llevó a cabo días después en Los Ángeles, California.[cita requerida]
Clara Ward está enterrada en el cementerio Forest Lawn Memorial Park en Glendale, California.
En 1977, Ward fue honrada póstumamente en el Salón de la Fama de los Compositores en la ciudad de Nueva York y su hermana sobreviviente, Willa, aceptó el premio en su honor.[cita requerida]
En julio de 1998, en reconocimiento a su estatus, el Servicio Postal de los Estados Unidos emitió un sello de 32 centavos con su imagen.  La estampilla todavía se puede comprar con un CD y otras estampillas de cantantes de góspel en línea.
El alto de Ward (con un tono claramente nasal) en canciones góspel y los himnos metodistas del siglo XVIII tuvo una marcada influencia en cantantes posteriores, como su protegida Aretha Franklin, quien adoptó su gemido para canciones seculares y saludó a Ward en Amazing Grace el álbum de góspel que hizo con James Cleveland a principios de la década de 1970.

## Discografía
- Soul & Inspiration, Digital download released by Stateside Records
- Clara Ward and Her Gospel Singers at the Village Gate (1963)  Vanguard VRS-9135 (m) VSD-2151 (s)

## Lectura adicional
- Boyer, Horace Clarence, How Sweet the Sound: The Golden Age of Gospel Elliott and Clark, 1995, ISBN 0-252-06877-7.
- Heilbut, Tony The Gospel Sound: Good News and Bad Times Limelight Editions, 1997, ISBN 0-87910-034-6.
- Salvatore, Nick, Singing in a Strange Land: C. L. Franklin, the Black Church, and the Transformation of America, Little Brown, 2005, Hardcover ISBN 0-316-16037-7.
- Ward-Royster, Willa, How I Got Over: Clara Ward and the World-Famous Ward Singers, Temple University Press, 1997, Paper ISBN 1-56639-490-2
- Interview with Willa Ward, Philadelphia Inquirer, July 2, 2006,
- Zolten, Jerry, Great God A'Mighty! The Dixie Hummingbirds: Celebrating the Rise of Soul Gospel Music Oxford University Press, 2003, ISBN 0-19-515272-7.
- Viale, Gene D (2010). I Remember Gospel and I Keep On Singing. AuthorHouse. ISBN 978-1-4490-7681-8.

- Datos: Q299881
- Multimedia: Clara Ward (singer) / Q299881